# フタロニトリル
フタロニトリル (phthalonitrile) とは化学式C6H4(CN)2の化合物。室温で灰白色の結晶性固体。ベンゼン誘導体で2つのニトリル基を持つ。水に微溶、アセトン・ニトロベンゼン・ベンゾニトリルに可溶。フタロシアニン色素前駆体・蛍光増白剤・増感剤として用いられる。毒物及び劇物取締法の劇物に該当する。

## 沿革
1896年にJohannes Pinnowにより、o-アミノベンゾニトリル塩酸塩・亜硝酸ナトリウム・塩酸からo-ジシアノジアゾアミノベンゼンを合成する際の副産物として得られた。最初の意図的合成は1907年、フタルアミドを無水酢酸と共に沸騰させることで行われた。収率は低かったが、現在行われる大規模合成の基礎となった。

## 製法
バナジウム-アンチモン酸化物触媒を用いた、o-キシレンのアンモ酸化による単段連続プロセスで製造できる。この方法は、480 °Cに加熱した流動層反応器内に、気体のo-キシレン・アンモニア・酸素を吹きこむことで行われる。

## 応用
金属塩化物またはアルコキシドとフタロニトリルを混合して加熱することで、フタロシアニン色素が生成する。反応は約180 °Cで進行する。
フタロニトリルのポリマーも開発されている。ガラス転移点を超える高温 (450 °C) に耐え、防火性能はMIL-STD-2031をクリアし、有害な揮発性物質も発生しない。